# NNBジェネレーション・カンパニー
NNBジェネレーション・カンパニー（NNB Generation Company, NNB GenCo）はEDFエナジーの子会社。イギリスに2か所の原子力発電所を建設および運営するために設立された。建設されたヒンクリー・ポイントCおよびサイズウェルCで、これらは合計で6.4GWを発電する。
フランス電力（EDF）はもともとイギリスの原子力産業に、ブリティッシュ・エナジーを買収するために2009年に参入した。同時にEDFは、新規原発の建設のための子会社としてNNB GenCoを新設した。セントリカはEDFからブリティッシュ・エナジーの株式20%を購入し、
NNB GenCoから20%を取得するオプションを得た。しかし、2013年2月4日、セントリカはプロジェクトからの撤退を表明した。
NNB GenCoの計画には、ヒンクリー・ポイントおよびサイズウェルにおいて既存の原子炉に隣接して4基の原子炉の新規建設が含まれていた。